# Cheiropachus quadrum

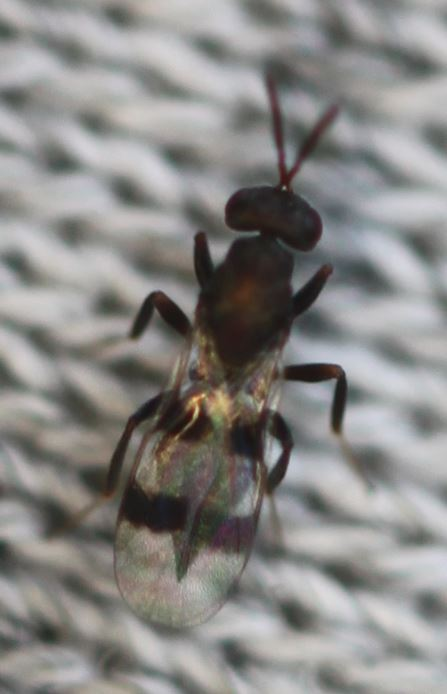

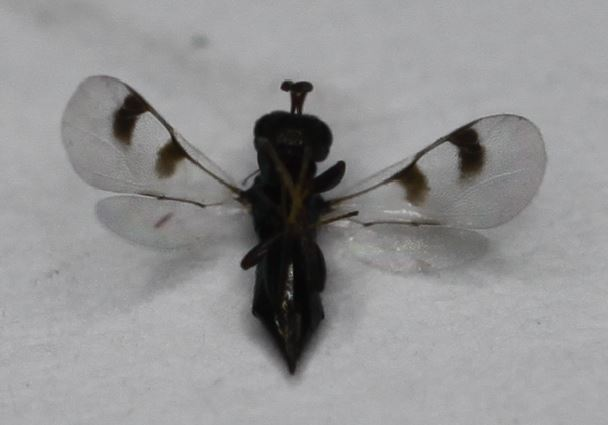
Ventralansicht mit gespreizten Flügeln

Cheiropachus quadrum ist eine Erzwespe aus der Familie Pteromalidae.

## Merkmale
Die 3–5 mm großen Erzwespen sind grünlich oder kupferfarben schimmernd. Die Facettenaugen sind rötlich schimmernd. Der Hinterleib läuft hinten spitz zusammen. Die transparenten Vorderflügel besitzen jeweils am Vorderrand zwei größere dunkelbraune Flecke, die bei nach hinten geklappten Flügeln zwei mittig unterbrochene Binden andeuten. Außerdem besitzen die Vorderflügel am Vorderrand eine verdickte braune Flügelader. Das erste verlängerte Fühlerglied ist gelbbraun während die folgenden Fühlerglieder dunkel gefärbt sind. Die Femora und Tibien sind gelbbraun bis dunkel gefärbt, die Tarsen sind gelb. 

## Verbreitung
Cheiropachus quadrum ist fast weltweit vertreten. Die Art kommt in der Paläarktis, in der Nearktis sowie in der Neotropis vor. In Europa ist sie weit verbreitet. Ihr Vorkommen reicht von Skandinavien bis nach Nordafrika. In Großbritannien ist die Erzwespen-Art ebenfalls vertreten.

## Lebensweise
Die Erzwespen parasitieren die Larven verschiedener holzbewohnender Käfer, insbesondere Vertreter
der Borkenkäfer (Scotylinae) und Bohrkäfer (Bostrichidae). Die Erzwespen erscheinen gewöhnlich Anfang April. Gelegentlich beobachtet man sie in Gebäuden, wenn sie aus Kaminholz schlüpfen. Die Entwicklungsdauer von der Eiablage bis zum fertigen Insekt dauert etwa 20 Tage. Cheiropachus quadrum gilt als einer der Hauptparasiten von Phloeotribus scarabaeoides, ein Borkenkäfer, der in Südspanien Olivenbäume (Olea europaea) befällt. Weitere bekannte Wirtsarten sind der Blaugrüne Eichenprachtkäfer (Agrilus sulcicollis), der Eichensplintkäfer (Scolytus intricatus), der Kleine Ulmensplintkäfer (Scolytus multistriatus) sowie der Große Ulmensplintkäfer (Scolytus scolytus). Die Erzwespen-Art gilt aufgrund seiner Wirtsarten als ein Nützling, dessen Zucht sowie dessen Verträglichkeit mit Insektiziden ein Forschungsthema ist.